# Neukircher Berg
Neukircher Berg (hornolužickosrbsky Wjazońska hora, česky doslovně Neukirchský vrch) je vrch o nadmořské výšce 404 m na území hornolužické obce Neukirch/Lausitz v zemském okrese Budyšín v Sasku.

## Název
Německý název kopce Neukircher Berg je odvozen od obce Neukirch, na jejímž území leží jeho vrchol. Pojmenování Wjazońska hora v hornolužické srbštině vychází rovněž z označení obce (Wjazońca). Český překlad z obou jazyků znamená shodně Neukirchský vrch, české pojmenování kopce se však nepoužívá.

## Přírodní poměry
Jižní část vrchu, včetně vrcholu, leží na území obce Neukirch/Lausitz, severní část pak na území obce Doberschau-Gaußig (místní část Naundorf). Geomorfologicky náleží k německé části Šluknovské pahorkatiny (Lausitzer Bergland) a její mesogeochoře Severní hornolužická vrchovina (Nördliches Oberlausitzer Bergland). Na západě na Neukircher Berg navazuje Hoher Hahn (445 m), na východě Fuchsberg (405 m) a na jihozápadě Fuchsteinrücken (395 m). Při severním úpatí končí Šluknovská pahorkatina a začíná Západolužická pahorkatina a vrchovina. Geologické podloží tvoří dvojslídý granodiorit. Převažujícím půdním typem je podzolová kambizem, kterou doplňuje erodovaná parakambizem až pseudoglej a koluvizem. Jižní svahy jsou odvodňovány do Wesenitz, severní pak skrze potok Naundorfer Wasser do Hoyerswerdaer Schwarzwasser a Černého Halštrova. Celý vrch tak náleží k povodí Labe a k úmoří Severního moře. Severní část je z větší části zalesněná jehličnatým až smíšeným lesem, jižní část má převážně zemědělské využití. Neukircher Berg leží v chráněné krajinné oblasti Oberlausitzer Bergland.

## Turistika
Jižně od vrcholu prochází tři turistické stezky. Modrá a červená vedou na východ k vrchu Großer Picho (498 m) a na západ k Hoher Hahnu (445 m). Zelená stezka je okružní a spojuje Neukircher Berg se vsi Gaußig. Vrcholová část poskytuje výhled jižním směrem, samotný vrchol je bez výhledu.